# Кріспін Гловер

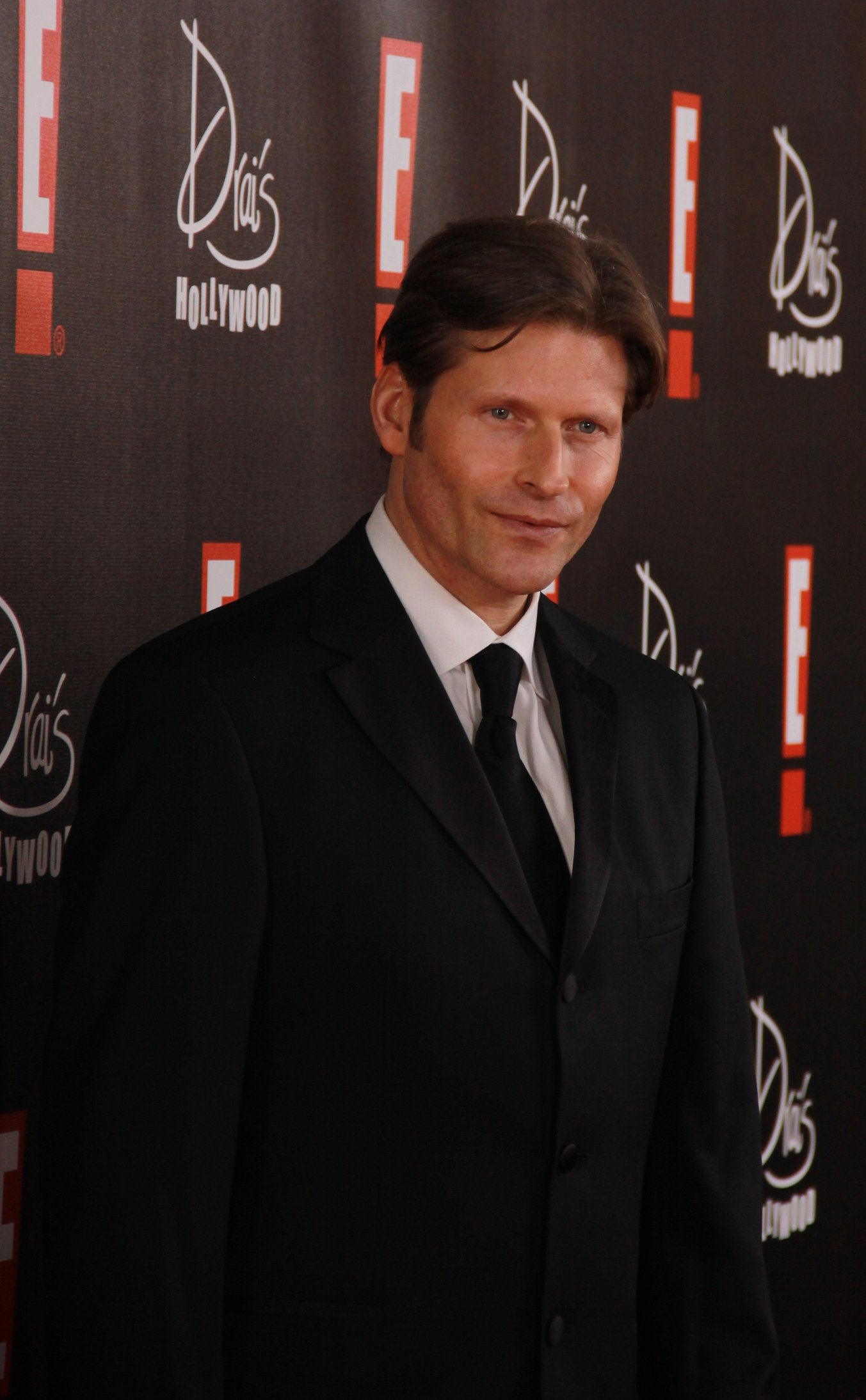

Кріспін Гелліон Ґловер (англ. Crispin Hellion Glover, нар. 20 квітня 1964, Нью-Йорк, США) — американський актор, режисер, продюсер, сценарист, письменник, співак, колекціонер предметів, що мають езотеричне значення. Син актора Брюса Ґловера.

## Біографія
Почав акторську кар'єру в 1974 році в серіалі «Щасливі дні». Перші «великі» ролі отримав у фільмах «Наввипередки з місяцем» і «Вчителі», що вийшли в 1984 році. Отримав популярність після ролі Джорджа Макфлая у фільмі «Назад в майбутнє» 1985 року.
Написав кілька книг, одна з найбільш відомих — «Ловля Щурів»
Знімався у фільмі «Дуже епічне кіно» у ролі Віллі Вонки та у фільмі «Аліса у Країні чудес» у ролі Червоного Валета.
Наприкінці 1980-х років Гловер заснував свою компанію Volcanic Eruptions, яка видає його книги, а також виступає в якості виробничої компанії для його фільмів, таких як What Is It? (2005) і It Is Fine! Everything Is Fine (2007).
Гловер не одружений і не має дітей, посилаючись на свою напружену кар'єру як одну з причин, чому він відчуває себе непридатним бути батьком, оскільки він вважає, що батько повинен бути поруч зі своїми дітьми. З 2001 по 2003 рік Гловер зустрічався з Алексою Лорен.

## Вибрана фільмографія
- 1981: «Найкращі часи» — Кріспін
- 1984: «Наввипередки з місяцем» — Гетсбі
- 1984: «П'ятниця, 13-те: Остання глава» — Джиммі Мортімер
- 1985: «Назад у майбутнє» — Джордж МакФлай
- 1986: «На близькій відстані» — Лукас
- 1990: «Дикі серцем» — Дел
- 1991: «The Doors» — Енді Воргол
- 1993: «Що гнітить Гілберта Грейпа» — Боббі Макбурней
- 1994: «Конвоїри» — Говард Фінстер
- 1995: «Мрець» — кочегар у поїзді
- 1996: «Народ проти Ларрі Флінта» — Ерло
- 2000: «Сестричка Бетті» — Рой Остері
- 2000: «Янголи Чарлі» — Худорлявий
- 2001: «Любов на бігу» — Жюль Ленгдон
- 2002: «Як Майк» — Стен Біттлмен
- 2003: «Віллард» — Віллард
- 2003: «Янголи Чарлі: Повний вперед» — Худорлявий
- 2005: «Убивча сексуальність» — Едді
- 2007: «Дуже епічне кіно» — Віллі Вонка
- 2007: «Чарівник крові» — Монтаг
- 2007: «Беовульф» — Ґрендель (захоплення руху)
- 2008: «Сезон полювання 2» — Фіфі (озвучення)
- 2009: «9» — 6 (озвучення)
- 2010: «Аліса в Країні Чудес» — Червоний Валет
- 2010: «Машина часу в джакузі» — Філ
- 2010: «Славний малий» — Ерні
- 2010: «Сезон полювання 3» — Фіфі (озвучення)
- 2014: «The Bag Man» — Нед
- 2017-21: «Американські боги» — Містер Всесвіт (12 епізодів)
- 2018: «Завзяті шахраї» — Габріель Андерсон
- 2018: «Ми завжди жили в замку» — Джуліан Блеквуд